# 徳島県道251号脇町曽江線
徳島県道251号脇町曽江線（とくしまけんどう251ごう わきまちそえせん）は、徳島県美馬市を通る一般県道である。

## 概要
美馬市脇町大字脇町から美馬市脇町に至る。全体的に道が狭いが、バイパスができていることから、一部で二車線区間もある。

### 路線データ
- 起点：美馬市脇町大字脇町（徳島県道12号鳴門池田線交点）
- 終点：美馬市脇町（国道193号交点）
- 総延長：2.971 km（他に旧道0.190 km）[1]

## 歴史
- 1959年（昭和34年）1月31日 - 徳島県道108号として認定。
- 1972年（昭和47年）3月10日 - 現在の路線番号で再認定。

## 路線状況

### 道路施設

#### 橋梁
- 大谷橋（大谷川、美馬市）

## 地理

### 通過する自治体
- 徳島県
  - 美馬市

### 交差する道路
| 交差する道路                       | 交差する場所 | 交差する場所                                                                            |
| ---------------------------------- | ------------ | --------------------------------------------------------------------------------------- |
| 徳島県道12号鳴門池田線             | 脇町大字脇町 | 起点                                                                                    |
| 徳島県道252号大谷脇町線            | 脇町大字脇町 |                                                                                         |
| 徳島県道251号脇町曽江線 / バイパス | 脇町         |                                                                                         |
| 国道193号                          | 脇町         | 終点                                                                                    |
| 国道193号                          | 脇町         | バイパス終点【北緯34度4分47.3秒 東経134度10分1.2秒 / 北緯34.079806度 東経134.167000度】 |

### 沿線
- 美馬市役所脇町庁舎
- 徳島県立脇町高等学校
- 美馬市立脇町小学校
- あんみつ館